# National Museum of Tanzania
Das National Museum of Tanzania (NMT) (Swahili: Makumbusho ya Taifa) ist ein nationaler Zusammenschluss von mehreren tansanischen Museen, deren Ziel es ist, Objekte zur Geschichte und die natürliche Umwelt Tansanias zu bewahren und auszustellen. Das Konsortium entwickelte sich aus dem Nationalmuseum in Daressalaam, das 1934 vom damaligen britischen Gouverneur von Tanganjika Harold MacMichael gegründet wurde. Später traten weitere Museen bei, nämlich das Village Museum in Daressalaam, das National History Museum und das Arusha Declaration Museum in Arusha, das Mwalimu Julius K. Nyerere Memorial Museum in Butiama sowie das Majimaji Memorial Museum und das Dr. Rashid M. Kawawa Museum in Songea.

## Dar es Salaam National Museum
Das Nationalmuseum von Tansania wurde als Körperschaft gemäß dem Nationalmuseumsgesetz Nr. 7 von 1980 als wissenschaftliche, erzieherische und kulturelle Einrichtung gegründet. Seine Aufgaben sind der Erwerb, die Erforschung, Dokumentation, Bewahrung und Präsentation von Objekten des kulturellen und naturkundlichen Erbes Tansanias. Das Management und der Generalsekretär des NMT unterstehen einem Aufsichtsrat, der die laufenden Geschäfte überwacht.
Das Nationalmuseum in Daressalaam befindet sich in der Shaaban Robert Street, neben dem bei der Gründung der Stadt angelegten botanischen Garten im Bezirk Kivukoni im Distrikt Ilala. Es wurde 1934 gegründet und ist seit 1940 für die Öffentlichkeit zugänglich. Ursprünglich war es ein Gedenkmuseum für den britischen König Georg V.
Nach der Unabhängigkeit wurde das Museum im Jahr 1963 durch ein zweites Gebäude erweitert. Seither ist es der Geschichte Tansanias gewidmet. Zu den berühmtesten Exponaten gehören die Schädelknochen von Paranthropus boisei, die zu den Funden von Mary und Louis Leakey in Olduvai gehören. Sie stammen von einem Exemplar der ausgestorbenen Gattung Paranthropus aus der Entwicklungslinie der Hominini, die vor rund zwei Millionen Jahren in Ostafrika lebten.
Das Museum umfasst ebenfalls eine Abteilung, die dem Shirazi-Stadtstaat Kilwa gewidmet ist. Weiteres historisches Material stammt aus der Zeit der deutschen und britischen Kolonialherrschaft. Das Museum verfügt daneben über eine ethnografische Sammlungen zu den Kulturen Tansanias. Im Jahr 2005 wurde der offizielle Name des Museums durch den Zusatz House of Culture erweitert, um die kulturellen Aktivitäten des Museums zu betonen. So finden im Nationalmuseum auch Veranstaltungen wie das Tanzanian Culture Festival statt.

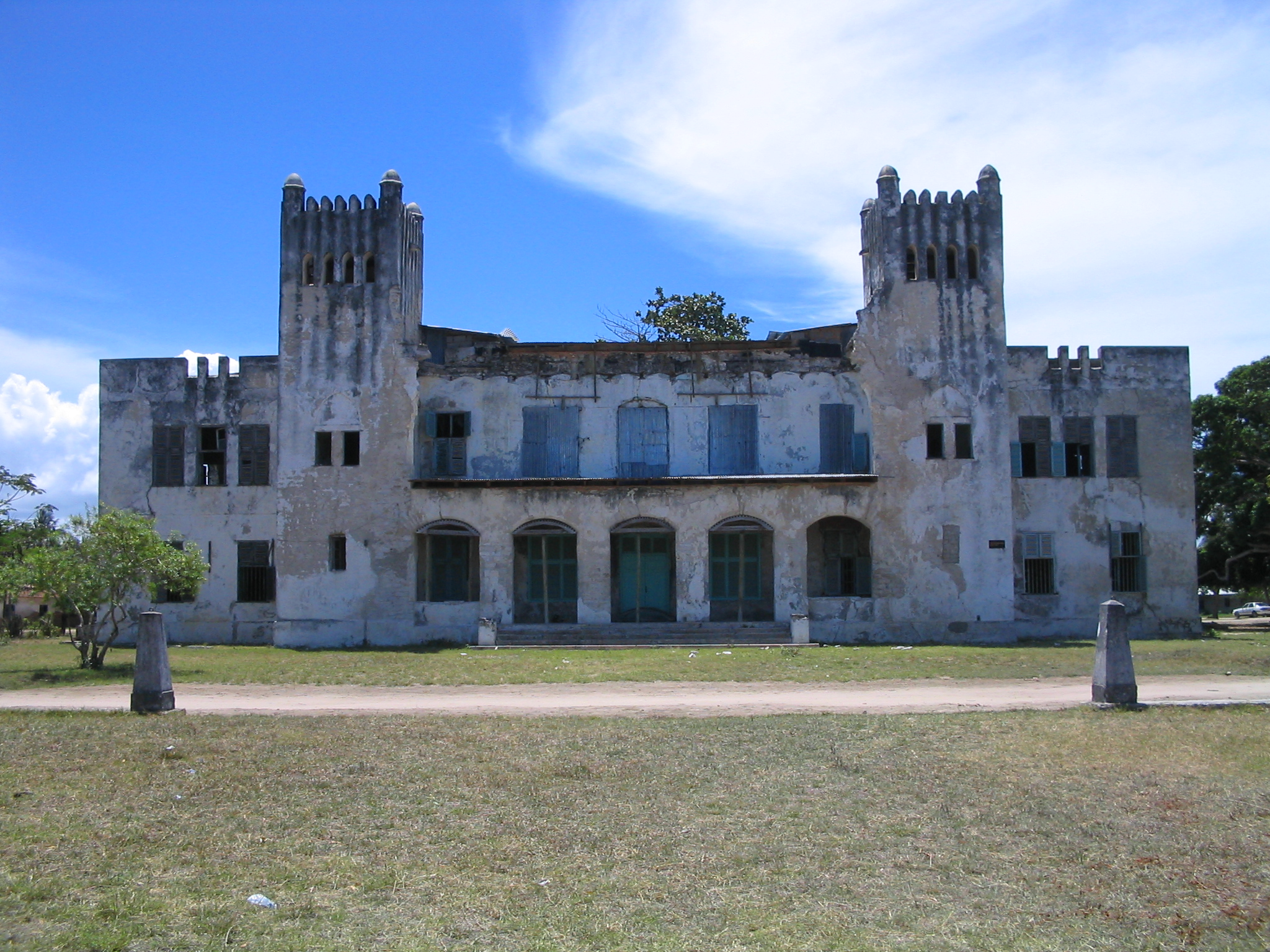
Die alte Boma, ein historisches Verwaltungsgebäude in Bagamoyo

Laut der Webseite des NMT werden 90 historische Gebäude und Monumente betreut. Dazu zählen unter anderem koloniale Bauwerke wie das historische Ocean-Road-Krankenhaus in Daressalam, das erste deutsche Verwaltungsgebäude (Boma) und die erste Schule in Bagamoyo, sowie die paläontologische Fundstätte Tendaguru in Lindi.
Im Jahr 2022 begann ein gemeinsames Projekt des NMT und Berliner Stiftungen, um eine geplante Ausstellung zur Geschichte und Gegenwart Tansanias vorzubereiten. Diese Zusammenarbeit von Mitarbeitern des NMT, der Stiftung Preußischer Kulturbesitz sowie der Stiftung Humboldt Forum (SHF) führte im November 2024 zur Sonderausstellung Geschichte(n) Tansanias im Humboldt Forum. Die dabei gezeigten Werke (cultural belongings) stammen aus den mehr als 10.000 tansanischen Objekten im Besitz des Ethnologischen Museums Berlin. Durch die Ausstellung, die bis zum 24. November 2025 zu sehen sein wird, soll die „reiche und komplexe Kultur Tansanias“ präsentiert werden.

## Village Museum

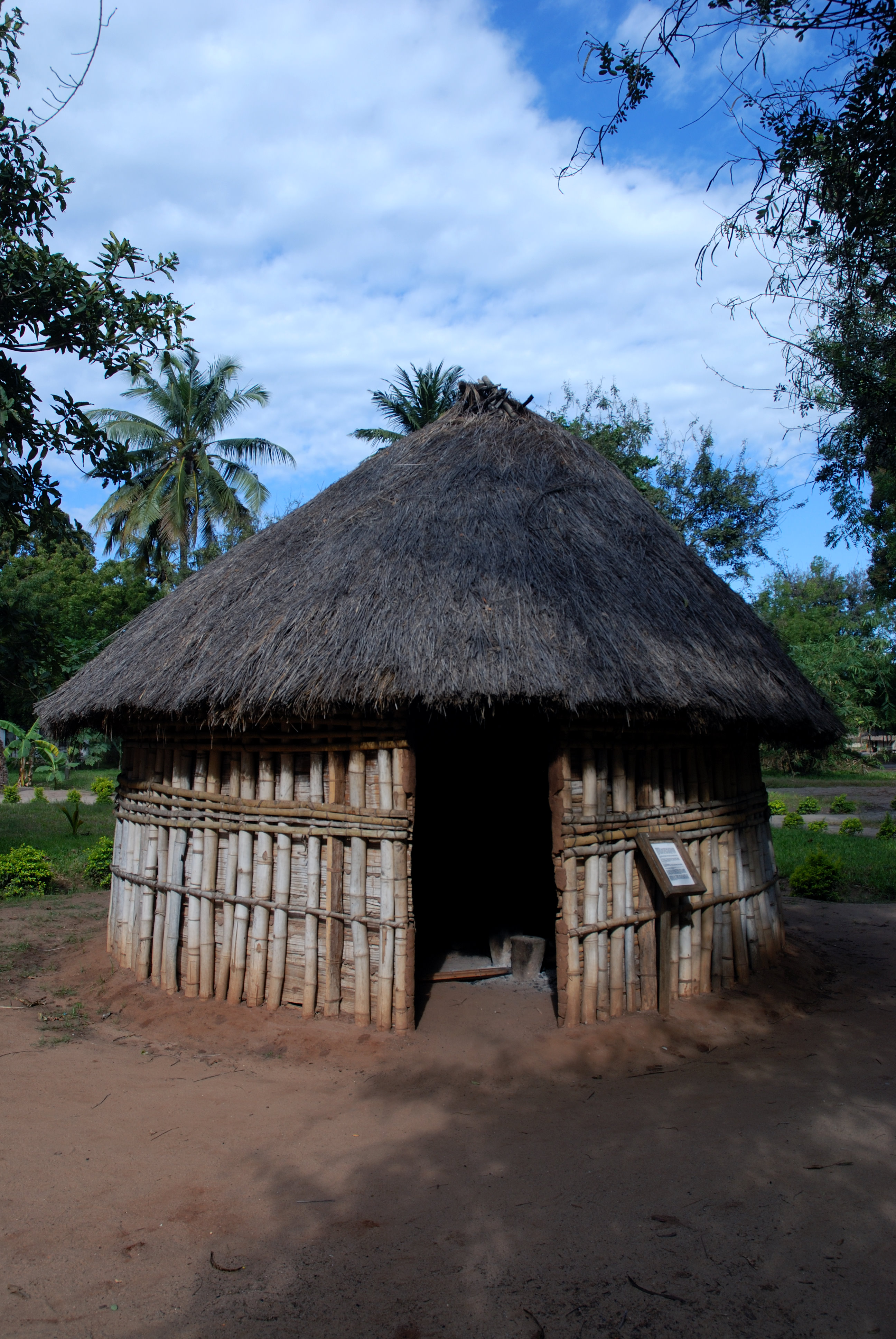
Ein traditionelles Nyakyusa Frauenhaus im Village Museum

Das 1967 gegründete Kijiji cha Makumbusho oder Village Museum ist ein ethnografisches Freilichtmuseum im Bezirk Mikocheni von Kinondoni. Es zeigt traditionelle Hütten von 16 verschiedenen tansanischen Ethnien. Daneben präsentiert es auch Beispiele für traditionelle Anbaumethoden und traditionelle Musik- und Tanzvorführungen.

## National Natural History Museum
Das National Natural History Museum (Nationales Naturkundemuseum) in Arusha, das seit 1987 besteht, befindet sich in Arusha in der Boma Road. Es verfügt über zwei Dauerausstellungen, die sich mit der menschlichen Evolution und der Entomologie befassen.

## Arusha Declaration Museum
Das Arusha Declaration Museum wurde 1977 eröffnet und befindet sich in Arusha in der Kaloleni Road. Es zeigt Dokumente über die Kolonialgeschichte Tansanias, den Kampf um die Unabhängigkeit und die Arusha-Erklärung, in welcher der erste tansanische Präsident Julius Nyerere seine politische Vision darlegte.

## Nyerere Museum
Das Mwalimu Julius K. Nyerere Memorial Museum, kurz Nyerere Museum, wurde im Jahr 1999 gegründet. Es befindet sich in Butiama, wo Julius Nyerere geboren und begraben wurde. Das Museum zeigt Gegenstände aus dem persönlichen und politischen Leben Nyereres.

## Dr. Rashid M. Kawawa Memorial Museum
Dieses Museum in Songea ist dem ersten Premierminister der Vereinigten Republik Tansania Rashid Mfaume Kawawa gewidmet. Es wurde am 27. Februar 2017 offiziell eröffnet und zeigt Dokumente aus seinem Leben und politischen Wirken.

## Majimaji Memorial Museum
Diese Gedenkstätte in Songea erinnert an die Widerstandskämpfer gegen die deutschen kolonialen Truppen und andere Opfer des Maji-Maji-Kriegs zwischen 1905 und 1907. Historiker schätzen die Zahl der Toten im Verlauf des Maji-Maji-Kriegs auf bis zu 300.000. Das Museum wurde 1980 an der Stelle eröffnet, wo am 27. Februar 1906 67 Afrikaner erhängt und in einem Massengrab beerdigt wurden.
Am Jahrestag findet dort jeweils eine Gedächtnisfeier statt. Ende Oktober 2023 besuchte Bundespräsident Frank-Walter Steinmeier die Gedenkstätte und bat um Verzeihung für die Gewalttaten während der deutschen Kolonialherrschaft. Dabei sagte er auch, dass Schädel von getöteten Widerstandskämpfern zurückgegeben werden sollen, die als Trophäen nach Deutschland verbracht wurden.